# Марина-ді-Кампо (аеропорт)
Аеропорт Марина-ді-Кампо (італ. Aeroporto di Marina di Campo) (IATA: EBA, ICAO: LIRJ) — аеропорт італійського острова Ельба, розташований у селі Ла-Піла в муніципалітету Марина-ді-Кампо. Він також відомий як аеропорт Тезео Тезей (італ. Aeroporto "Teseo Tesei"). Це третій аеропорт Тоскани за кількістю пасажирів після Пізи та Флоренції. Аеропорт є хабом чеської авіакомпанії Silver Air, яка на даний момент є єдиною, що здійснює регулярні рейси з аеропорту.

## Авіалінії та напрямки
Наступні авіакомпанії пропонують регулярні рейси з/до Марина ді Кампо:
| Авіакомпанія          | Пункт призначення                                       |
| --------------------- | ------------------------------------------------------- |
| Silver Air            | Піза, Флоренція Сезонний: Болонья, Лугано, Мілан-Лінате |
| Swiss Flight Services | Сезонний: Берн, Лез-Еплатюр                             |

## Статистика
Див. джерело запитів Вікіданих та джерела.